# Дніпровський автобус
Дніпрóвський автóбус — мережа міських автобусних маршрутів міста Дніпро.

## Історія
У другій половині XX століття у Радянському Союзі почався автобусний бум. Автобус був дешевшим і простим видом транспорту у порівнянні з тролейбусом або трамваєм. У 1980-х роках автобусні маршрути охоплювали всі частини Дніпропетровська. На озброєнні переважно були львівські ЛАЗи та угорські Ікаруси. Поставки відбувались регулярно до початку 1990-х років.
З розпадом СРСР, розпався і великий автобусний парк міста. Поставки припинились. Автобуси старіли і виходили з ладу. Період очікування на зупинках зріс у декілька разів.
Все змінилось з появою наприкінці XX століття перших «маршруток». Приватні перевізники випустили на маршрути мікроавтобуси РАФ. Перші РАФи були дуже незручними. Перевізники знайшли дешевий спосіб поповнювати рухомий склад маршруток за рахунок переобладнання вантажних мікроавтобусів для перевезення пасажирів. Наступними були російські ГАЗелі і вже потім німецькі Ford Transit, Iveco Daily, Mercedes-Benz Sprinter. Із розширенням маршрутної мережі, маршрутні таксі повністю дублювали маршрути тролейбусів, трамваїв, автобусів, що призвело майже до повного зникнення автобусів великої місткості у місті. Втім, на початку 2010-х років автобуси поступово знову почали з’являтись на вулицях Дніпра. Станом на червень 2022 року, у місті діють офіційно 20 автобусних маршрутів.
29 вересня 2022 року, близько 22:36,  російські окупанти завдали ракетного удару по території автотранспортного підприємства, розташованого у Новокодацькому районі Дніпра. Внаслідок обстрілу згоріло чимало нових міських автобусів, придбаних за три тижні до широкомасштабного російського вторгнення в Україну.
5 жовтня 2022 року Київська міська влада відправила Дніпру в якості допомоги 30 автобусів для обслуговування маршрутів громадського транспорту, задля відновлення парку громадського транспорту після ракетних обстрілів рашистів одного з найбільшого автотранспортного підприємства, де були знищені та частково пошкоджені понад 100 автобусів.
11 жовтня 2022 року з Вінниці у Дніпро відправлені три великі автобуси.

## Маршрути
Перелік автобусних маршрутів у місті Дніпро станом на 26 червня 2022 року:
| №    | Початкова зупинка           | Маршрут | Кінцева зупинка                                        | Примітки | Підприємство, що обслуговує маршрут |
| ---- | --------------------------- | --- | ------------------------------------------------------ | -------- | ----------------------------------- |
| 35   | пл. Успенська               | вул. Коцюбинського — Центральний міст — вул. Малиновського — Усть-Самарський міст — вул. 20-річчя Перемоги | ж/м Придніпровськ                                      |          | ТОВ «ДніпроБас»                     |
| 36   | пл. Старомостова            | Амурський міст — вул. Каруни — вул. Янтарна — вул. Калинова | просп. Петра Калнишевського                            |          | ТДВ «ДАТП 11205»/ТОВ «ДніпроБас»    |
| 37   | ж/м Лівобережний-3          | просп. Миру — вул. Березинська — вул. Калинова — просп. Слобожанський — вул. Байкальська — вул. Журналістів — вул. Дніпросталівська — вул. Семафорна | ж/м Північний                                          |          | ТОВ «Технополіс»                    |
| 38   | вул. Глінки                 | вул. Князя Володимира Великого — Центральний міст — просп. Слобожанський — вул. Калинова — вул. Березинська — просп. Миру | ж/м Лівобережний-3                                     |          | ТОВ «Технополіс»                    |
| 43   | пл. Успенська               | вул. Коцюбинського — Центральний міст — просп. Слобожанський — вул. Богдана Хмельницького — вул. Дніпросталівська — вул. Семафорна | ж/м Північний                                          |          | ТОВ «С.М.І.Т.»                      |
| 51   | пл. Старомостова            | Амурський міст — вул. Каруни — вул. Янтарна — вул. Березинська — просп. Миру | ж/м Лівобережний-3                                     |          | ТОВ «ДніпроБас»                     |
| 57А  | просп. Петра Калнишевського | вул. Богдана Хмельницького. просп. Слобожанський. Центральний Міст. вул. Володимира Великого. вул. Мономаха. | вул. Єлизавети 2ї                                      |          | ТОВ «Технополіс»                    |
| 62   | ж/м Перемога-6              | просп. Героїв — вул. Набережна Перемоги — вул. Січеславська Набережна — Центральний міст — просп. Слобожанський — вул. Байкальська | ж/м Калиновський-6                                     |          | ТОВ «Технополіс»                    |
| 88   | вул. Глінки                 | Центральний міст — просп. Слобожанський — вул. Калинова — вул. Образцова — вул. Байкальська | ж/м Калиновський-6                                     |          | ТОВ «Технополіс»                    |
| 95   | просп. Петра Калнишевського | вул. Калинова — вул. Березинська — Донецьке шосе — Кайдацький міст — вул. Кайдацький Шлях — просп. Свободи — вул. Панаса Мирного — вул. Набережна Заводська | ж/м Парус-2                                            |          | ТОВ «Автотранссервіс»               |
| 95А  | просп. Петра Калнишевського | вул. Байкальська — вул. Янтарна — вул. Березинська — Донецьке шосе — Кайдацький міст — вул. Кайдацький Шлях — просп. Свободи — вул. Панаса Мирного — вул. Набережна Заводська | ж/м Парус-2                                            |          | ТОВ «Автотранссервіс»               |
| 107  | ж/м Лівобережний-3          | просп. Миру — вул. Березинська — вул. Калинова — просп. Слобожанський — Центральний міст — вул. Січеславська Набережна — вул. Набережна Перемоги — вул. Космічна — Запорізьке шосе — вул. Панікахи | ж/м Тополя-1, 2, 3                                     |          | ТОВ ВКФ «Ігрек»                     |
| 115  | пл. Успенська               | вул. Коцюбинського — Центральний міст — просп. Слобожанський | вул. Сухомлинського                                    |          | ТОВ «ДніпроБас»                     |
| 120  | вул. Глінки                 | вул. Січеславська Набережна — вул. Набережна Перемоги — просп. Героїв | ж/м Перемога-6                                         |          | ТОВ «Автотранссервіс»               |
| 121  | вул. Володимира Мономаха    | вул. Глінки — вул. Січеславська Набережна — вул. Набережна Заводська | ж/м Парус-2                                            |          | ТОВ «Автотранссервіс»               |
| 124А | ж/м Ломівський              | Донецьке шосе — вул. Березинська — вул. Калинова — просп. Слобожанський — Центральний міст — вул. Коцюбинського — вул. Липинського — просп. Дмитра Яворницького — вул. Гончара (у зворотньому напрямку: просп. Гагаріна — просп. Дмитра Яворницького) — просп. Гагаріна — вул. Козакова — вул. Генерала Пушкіна | пл. Академіка Стародубова (Інститут чорної металургії) |          | ТОВ «С.М.І.Т.»                      |
| 125  | пл. Старомостова            | вул. Княгині Ольги — вул. Набережна Заводська — Кайдацький міст — Донецьке шосе | ж/м Лівобережний-2 (пр. Миру)                          |          | ТОВ «Автотранссервіс»               |
| 152  | Вокзал                      | вул. Княгині Ольги — вул. Січеславська Набережна — вул. Набережна Перемоги — просп. Героїв — вул. Мільмана — вул. Лоцманська | вул. Верхоянська (сел. Лоц-Кам'янка)                   |          | ТОВ «ДніпроБас»                     |
| 152А | Вокзал                      | вул. Княгині Ольги — вул. Січеславська Набережна — вул. Набережна Перемоги — просп. Героїв | вул. Яснополянська                                     |          | ТОВ «ДніпроБас»                     |

## Вартість проїзду
З 3 січня 2025 року у  Дніпрі на більшості автобусних маршрутів вартість проїзду становить 18 грн, на маршрутах, які курсують до Таромського (№ 9, 77, 90, 141), — 20 грн, а на маршрутах з невеликою відстанню (№ 25, 85) — 15 грн, на маршруті № 56 — 13 грн

### Історія вартості
З 26 червня 2021 року у  Дніпрі на більшості автобусних маршрутів вартість проїзду становила 10 грн, на маршрутах, які курсують до Таромського (№ 77, 90, 141), — 12 грн, а на маршрутах з невеликою відстанню (№ 25, 56) — 9 грн, на маршруті № 85 — 8 грн.
З 15.06.2022 вартість на більшості маршрутів піднялась до 15,00 ₴.

## Перевізники та випуск на маршрути
Станом на лютий 2022 року автобусні маршрути Дніпра обслуговувало 11 приватних перевізників. Вони обслуговують 96 маршрутів із загальним випуском 844 автобуси різного класу та місткості. 
Випуск на всі автобусні маршрути (в т.ч. маршрутні таксі) становив: 
- автобуси великої місткості (10-15м; вживані з країн ЄС) — 204 одиниці
- автобуси середньої місткості (8м; БАЗ А079, Богдан А092 і т.п.) — 313 одиниць
- автобуси малої місткості (Mercedes-Benz Sprinter і т.п.) — 327 одиниць

На 17-ти маршрутах працювали автобуси винятково великої місткості, 22 маршрути обслуговували автобуси великої і середньої місткості, і 57 маршрутів обслуговувалися автобусами середньої і малої місткості. 

## Рухомий склад
- Богдан А091
- Богдан А092
- БАЗ А079
- MAN A20 Lion's City Ü NÜ243 CNG
- MAN A21 NL313 CNG
- MAN A21 Lion's City NL273 LPG
- MAN A21 Lion's City NL313 CNG
- MAN A23 NG313 CNG
- MAN A23 Lion's City G NG313 CNG
- MAN A26 NL313-15 CNG
- MAN A26 Lion's City LL NL313-15 CNG
- Neoplan N4416Ü CNG Centroliner
- Neoplan N4521/3 Centroliner Evolution
- Mercedes-Benz Türk O345Ü
- Mercedes-Benz Türk O345 Conecto H
- Mercedes-Benz O530 Citaro
- Solaris Urbino III 12
- Volvo 8700LE
- Vest Center H